# Zelkova serrata
Zelkova serrata là một loài thực vật có hoa trong họ Ulmaceae. Loài này được (Thunb.) Makino miêu tả khoa học đầu tiên năm 1903.

## Hình ảnh

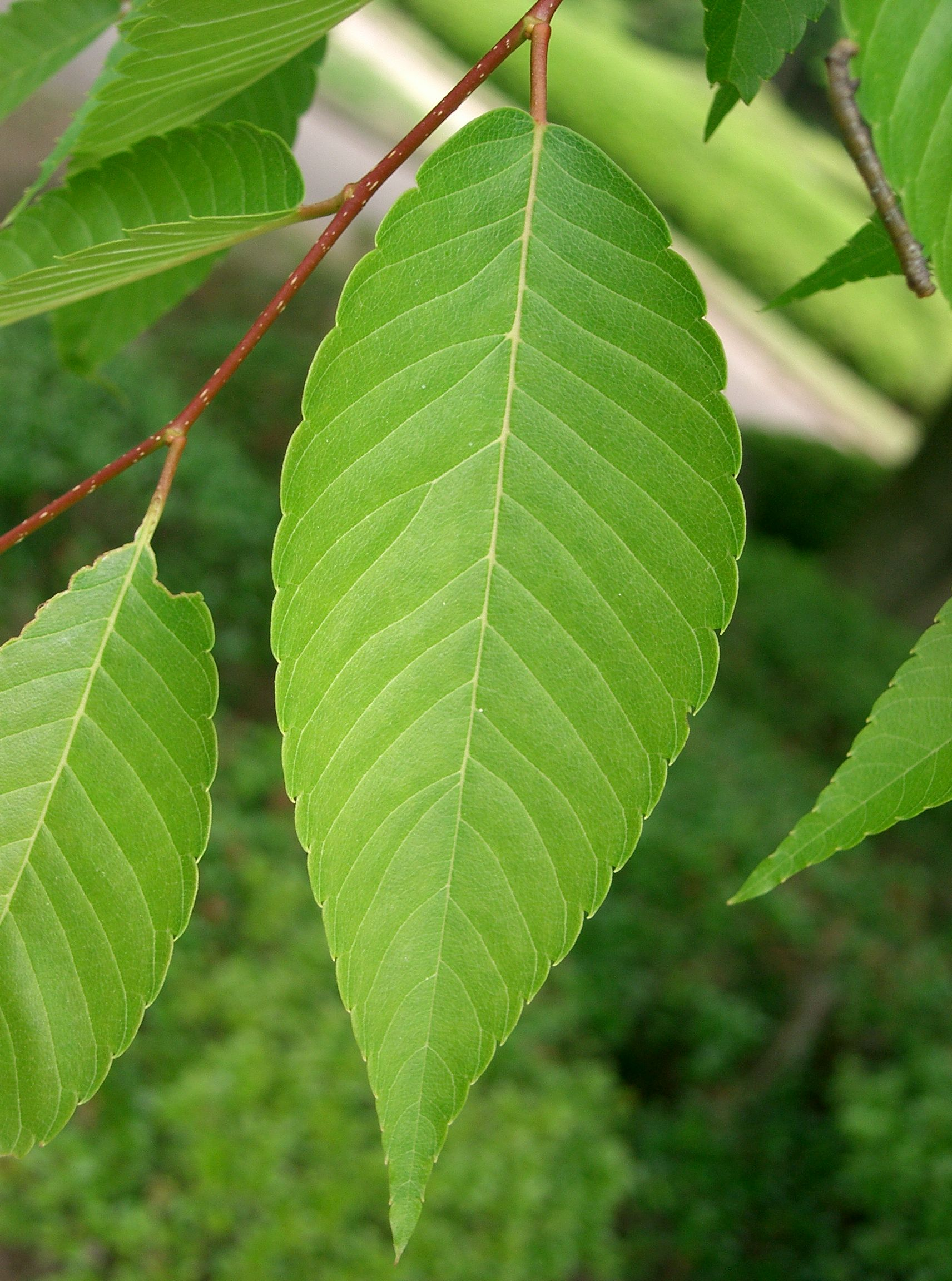
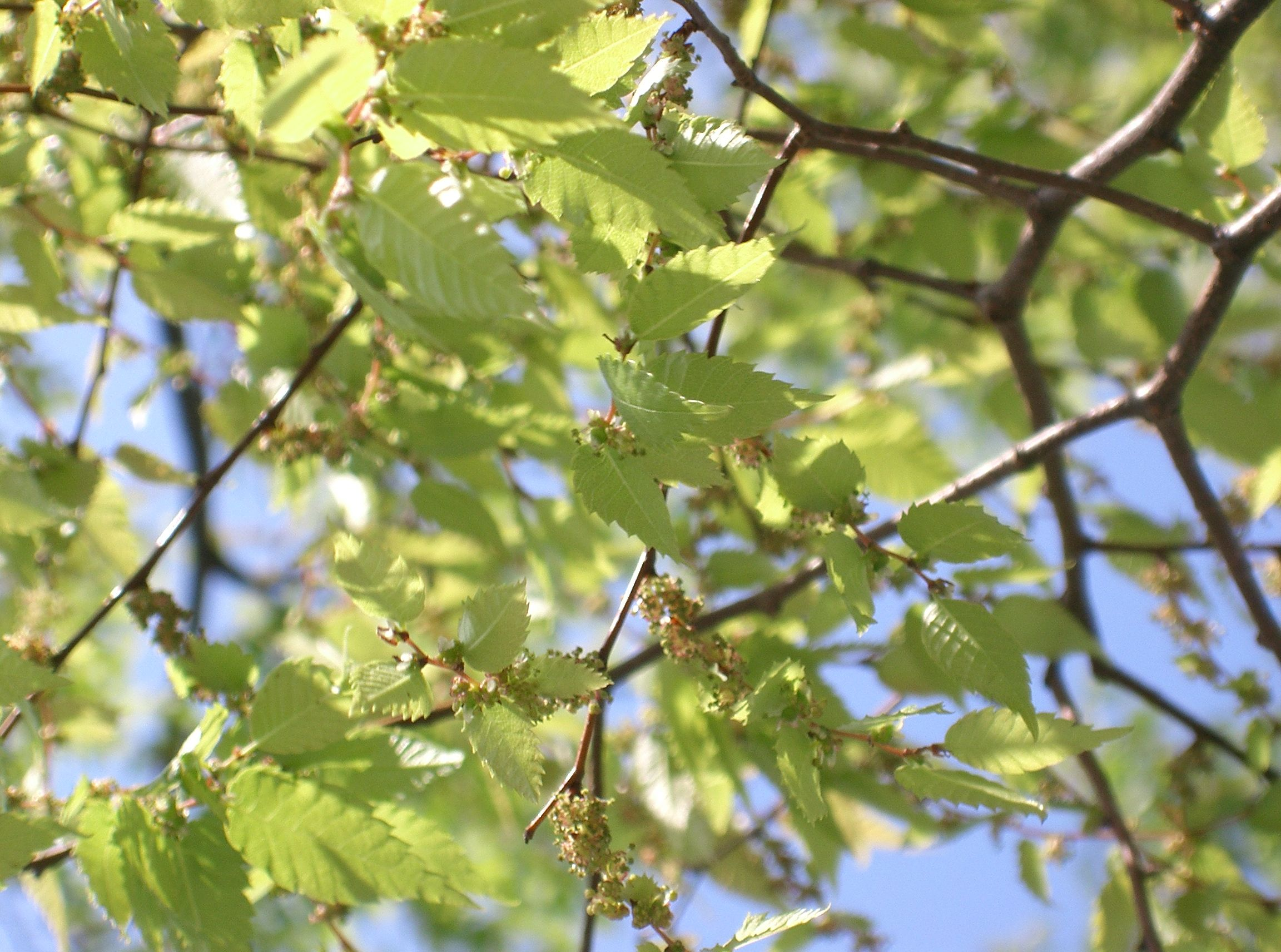
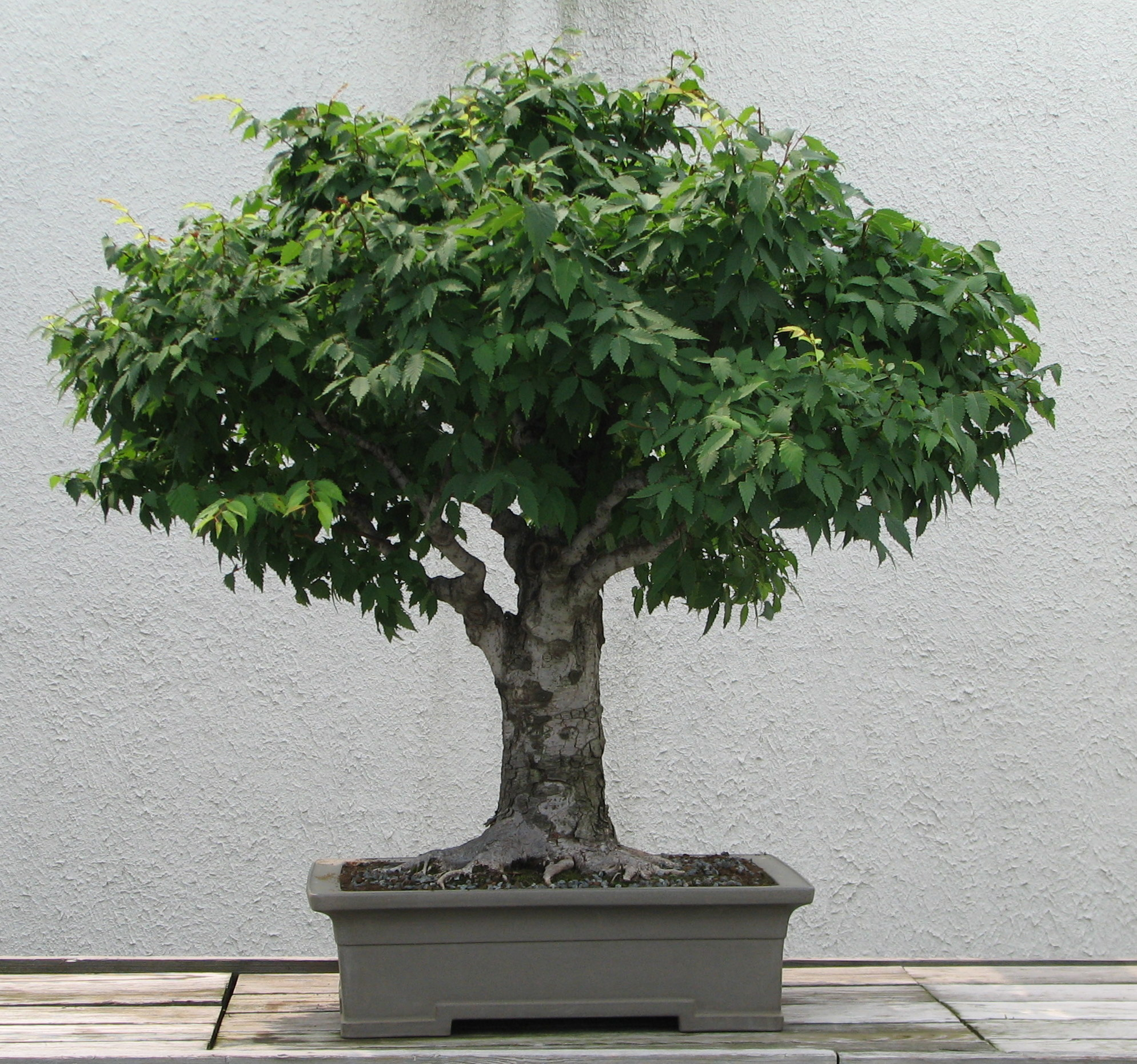
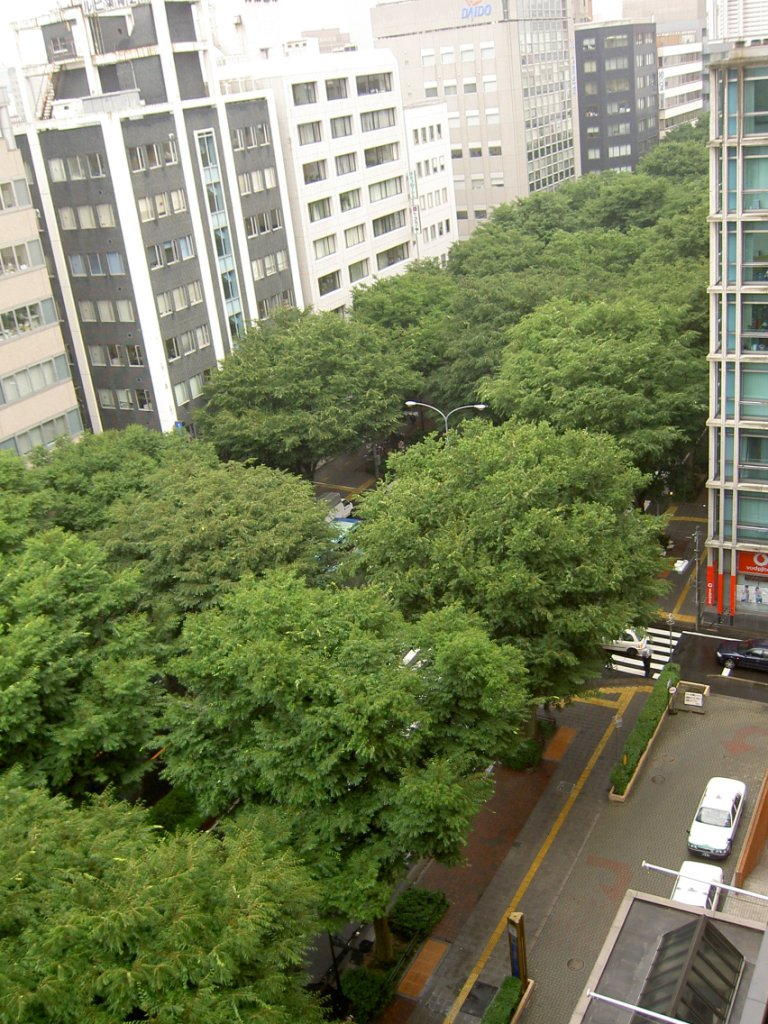